# Милер (Јужна Дакота)
Милер (енгл. Miller) град је у америчкој савезној држави Јужна Дакота.

## Демографија
По попису из 2010. године број становника је 1.489, што је 41 (-2,7%) становника мање него 2000. године.
| Група             | 2000.         | 2010.         |
| Белци             | 1.516 (99,1%) | 1.454 (97,6%) |
| Афроамериканци    | 1 (0,1%)      | 3 (0,2%)      |
| Азијати           | 1 (0,1%)      | 2 (0,1%)      |
| Хиспаноамериканци | 4 (0,3%)      | 9 (0,6%)      |
| Укупно            | 1.530         | 1.489         |